# 乾旦

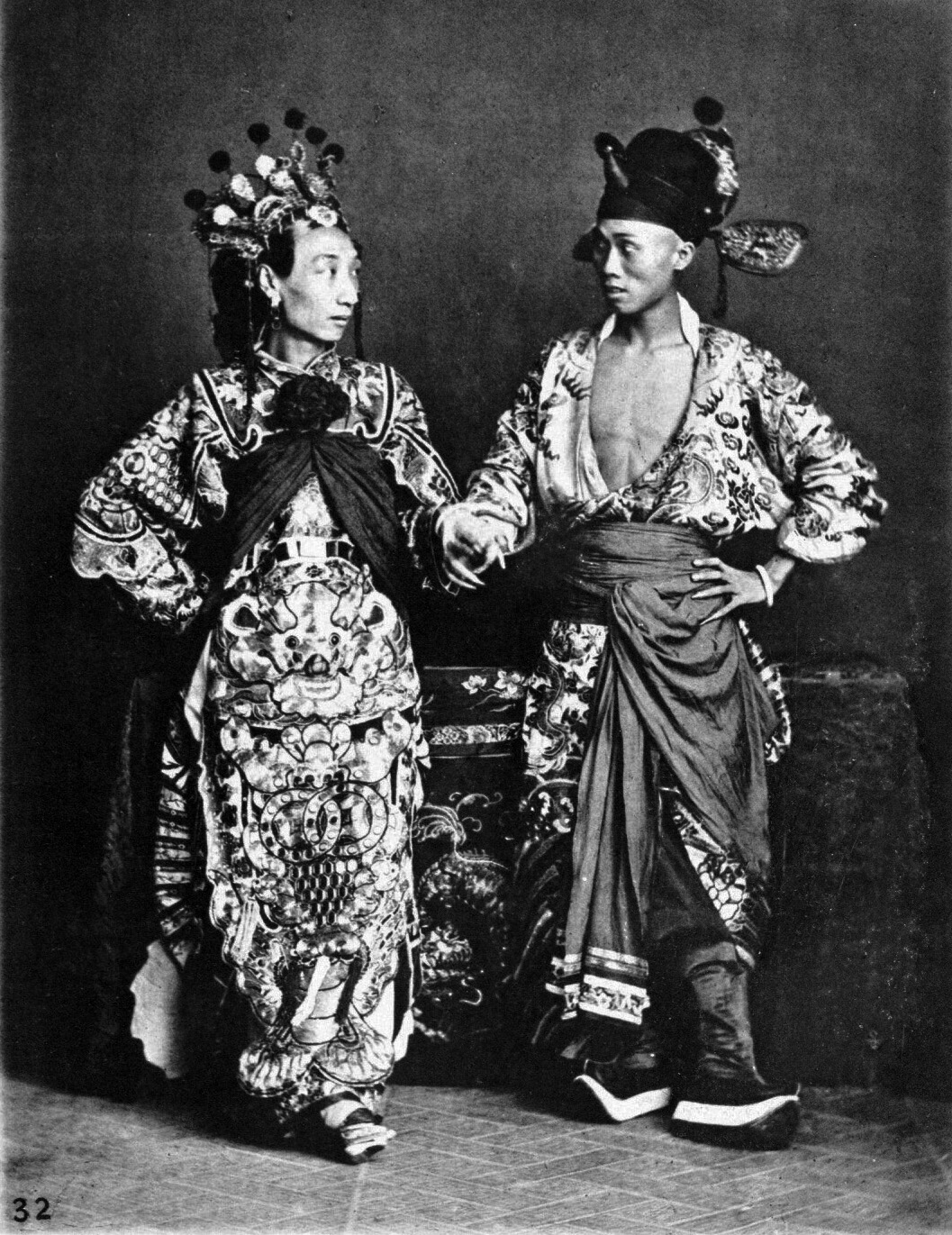
晚清时，穿着跷鞋表演的乾旦。

乾旦，又稱男旦，即男性演员饰演戏剧中的旦角，与之相对的女性旦角称为坤旦。这种表演形式存在于古今中外各种表演艺术中。究其原因，为封建时代女子无权登台演出。由於乾旦身為男性，扮演女性時往往會刻意多做些女性化的動作，務求肖似人們眼中的典型女性形象，而坤旦因為身為女性，反而比較容易忽略突出女性特徵，因此乾旦在表演中相对坤旦存在一定优势。在20世纪初曾有著名的京剧“四大名旦”，均为乾旦。当时，乾旦普遍要练习跷功，他们穿上特制的跷鞋用以模仿小脚女性姿势。其过程几乎如同缠足一样痛苦。

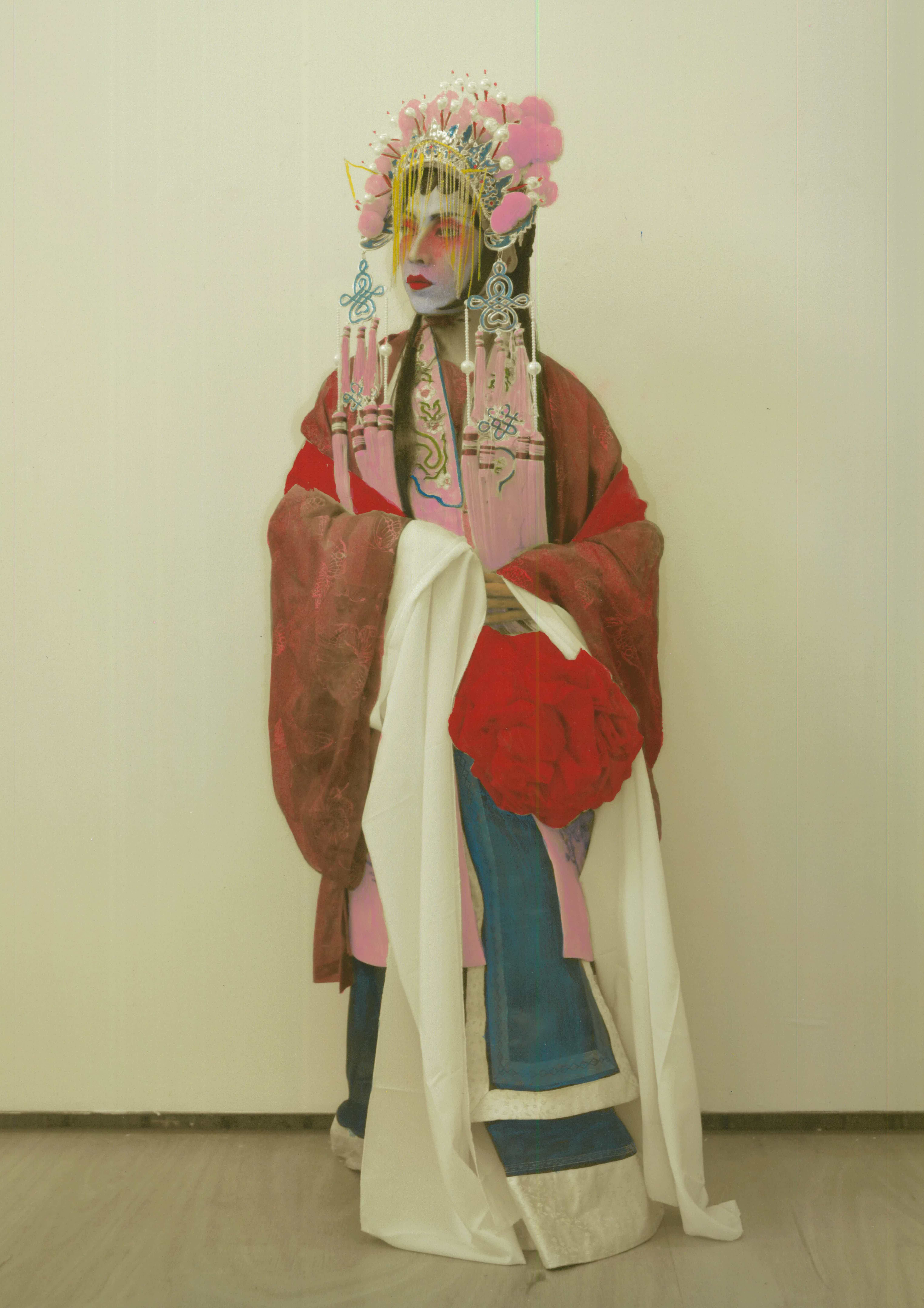
1920年代的乾旦

目前日本的歌舞伎仍然以男性飾演旦角，稱作女形。